# Kriegsgräberstätte

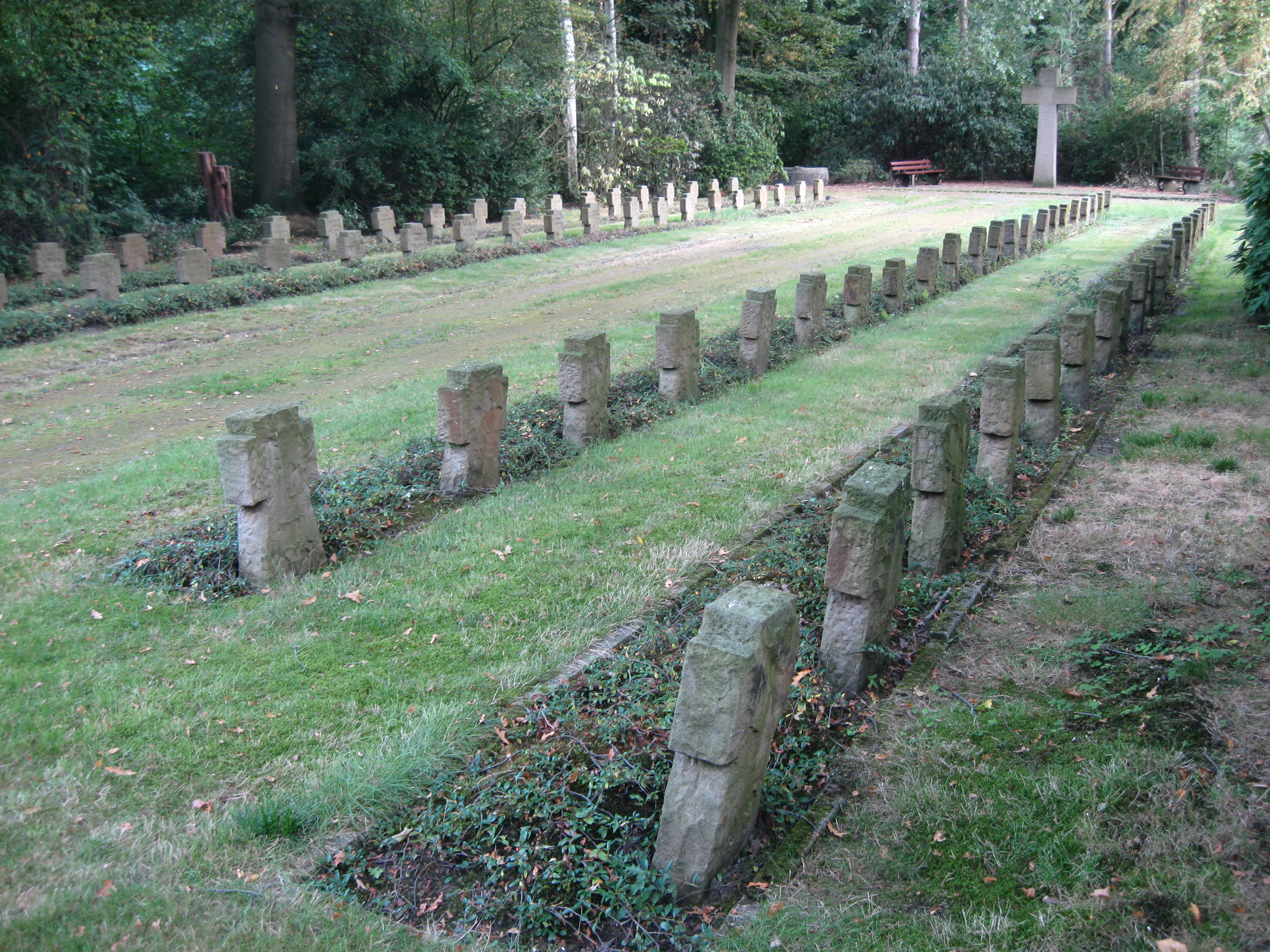
Gräberfeld und Gedenkstätte für Bombenopfer in Gelsenkirchen-Horst

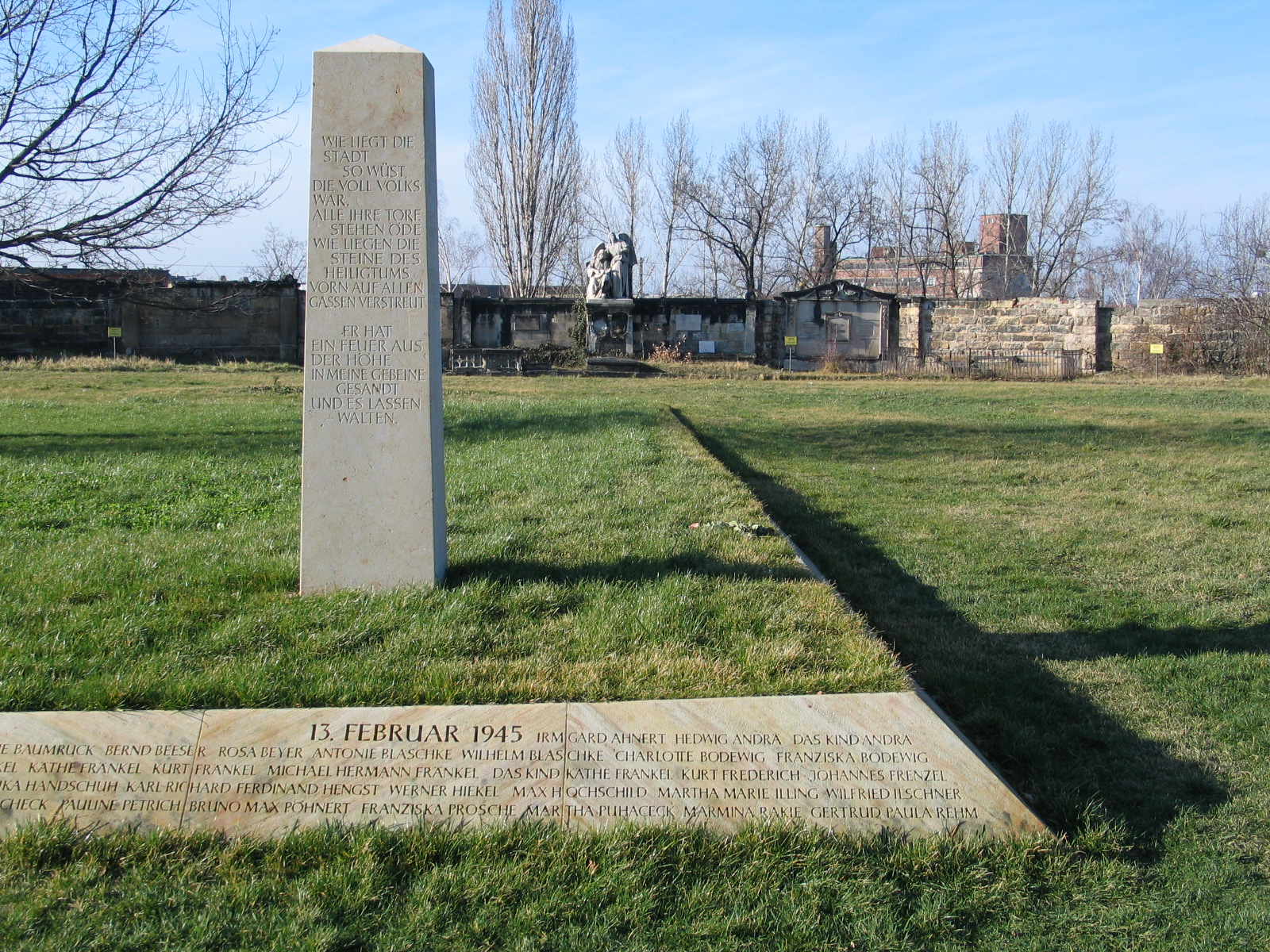
Gedenktafel für die Opfer der Luftangriffe auf Dresden auf dem Alten Annenfriedhof

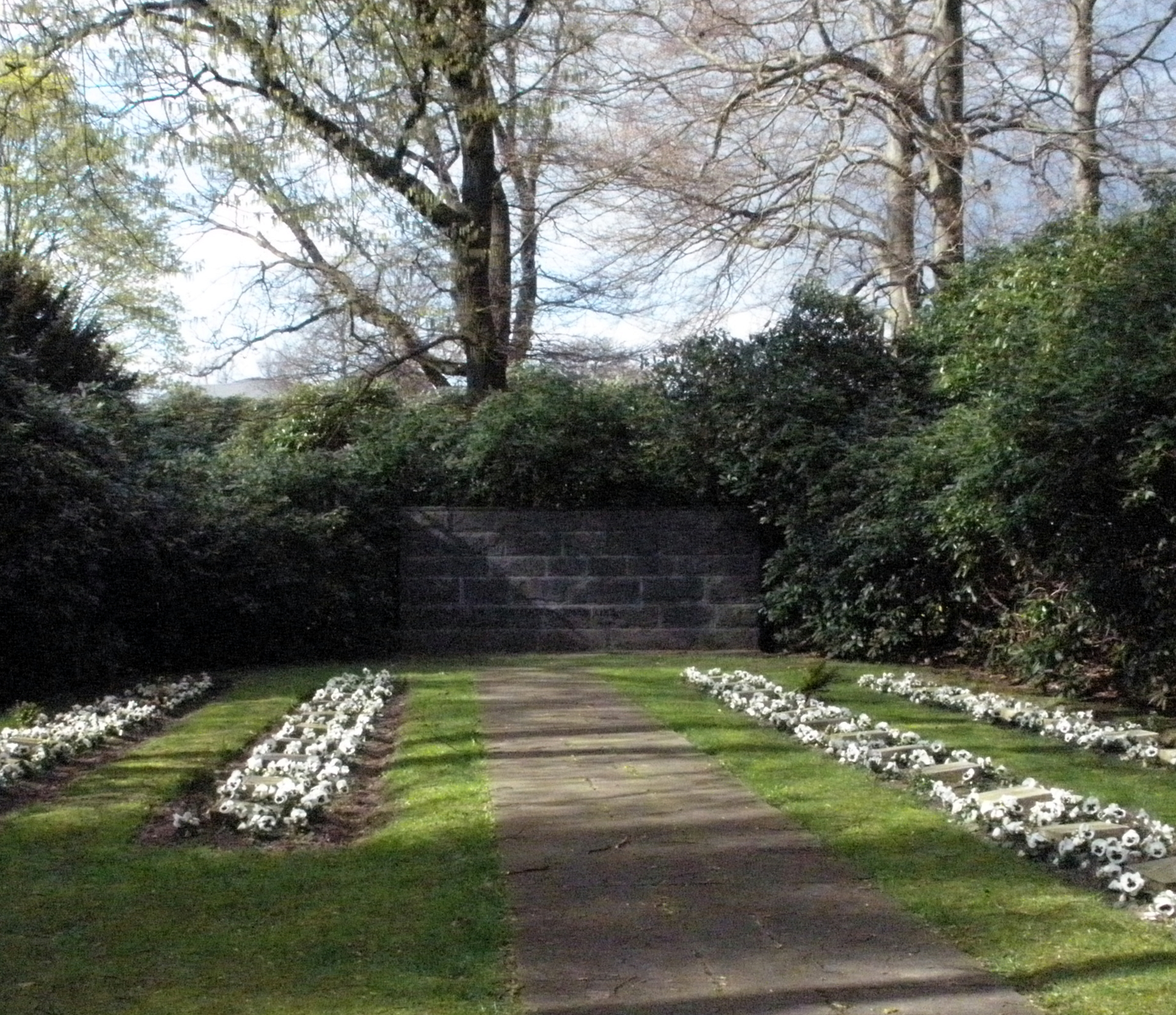
Ehrenhain Hamburger Widerstandskämpfer auf dem Friedhof Ohlsdorf

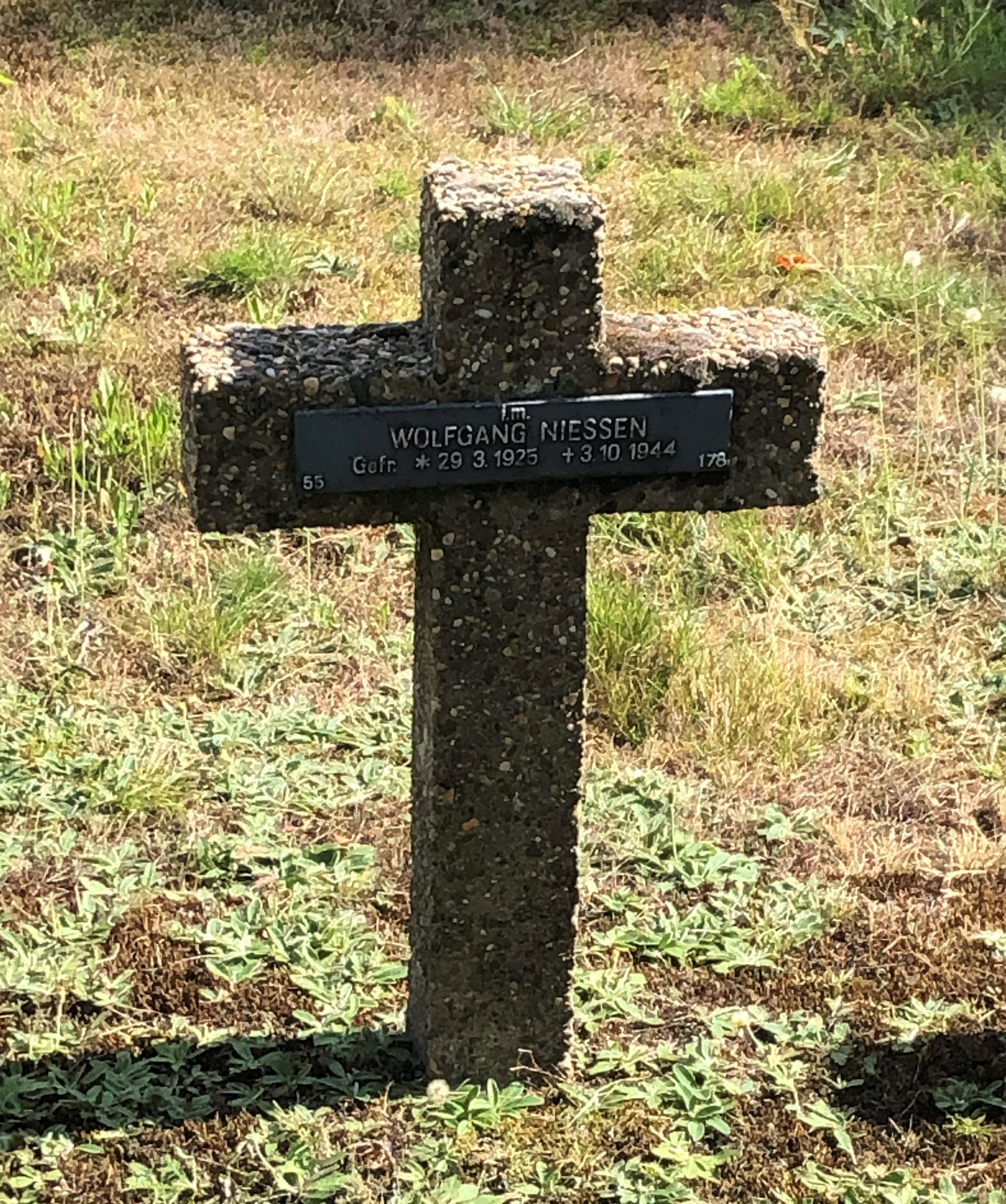
Grabkreuz mit Inschrift „i.m.“, für „in memoriam“. Deutet darauf hin, dass die Überreste des Gefallenen nicht geborgen werden konnten.

Eine Kriegsgräberstätte ist eine Grabstätte, auf der Opfer von Krieg und Gewaltherrschaft beerdigt sind.

## Militärische und zivile Opfer
Unter den Begriff fallen in Deutschland und teils in Österreich laut Gräbergesetz neben Soldaten auch zivile Tote durch z. B. Bombenangriffe, Opfer von Zwangsarbeit in der Zeit des Nationalsozialismus, in Kriegsgefangenschaft Verstorbene, auf der Flucht und bei der Vertreibung Umgekommene sowie Personen, die durch Gewaltmaßnahmen der DDR ums Leben kamen. Es fand in den letzten Jahrzehnten eine Verschiebung statt weg vom alleinigen Begriff des Soldatenfriedhofs, auf dem in der Regel lediglich die militärischen Opfer unmittelbarer militärischer Kampfhandlungen begraben wurden.
Darüber hinaus gelten auch Seekriegsgräber als Kriegsgräberstätte.

## Internationale Rechtsgrundlage
Die Genfer Konventionen liefern heute international verbindliche Grundlagen für die Anlage und den Erhalt von Kriegsgräberstätten. Im Zusatzprotokoll von 1977 heißt es im Art. 34 Sterbliche Überreste:

„Sterbliche Überreste von Personen, die im Zusammenhang mit einer Besetzung oder während eines durch Besetzung oder Feindseligkeiten verursachten Freiheitsentzugs verstorben sind, und von Personen, die keine Angehörigen des Staates waren, in dem sie infolge von Feindseligkeiten verstorben sind, werden geachtet; auch die Grabstätten aller dieser Personen werden nach Artikel 130 des IV. Abkommens geachtet, instand gehalten und gekennzeichnet […].“

## Deutschland

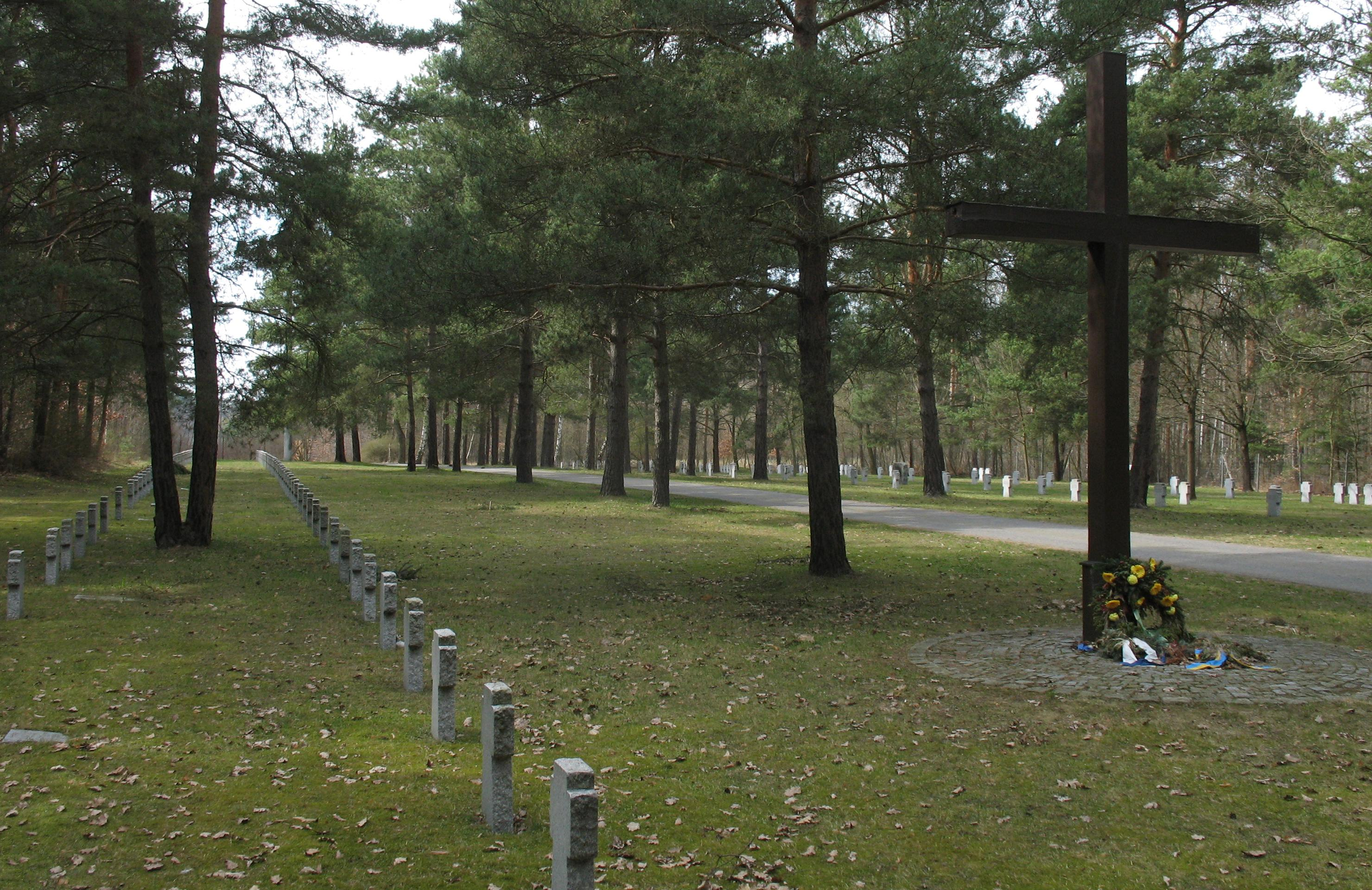
Kriegsgräberstätte am Lager Elsterhorst bei Elsterheide-Nardt

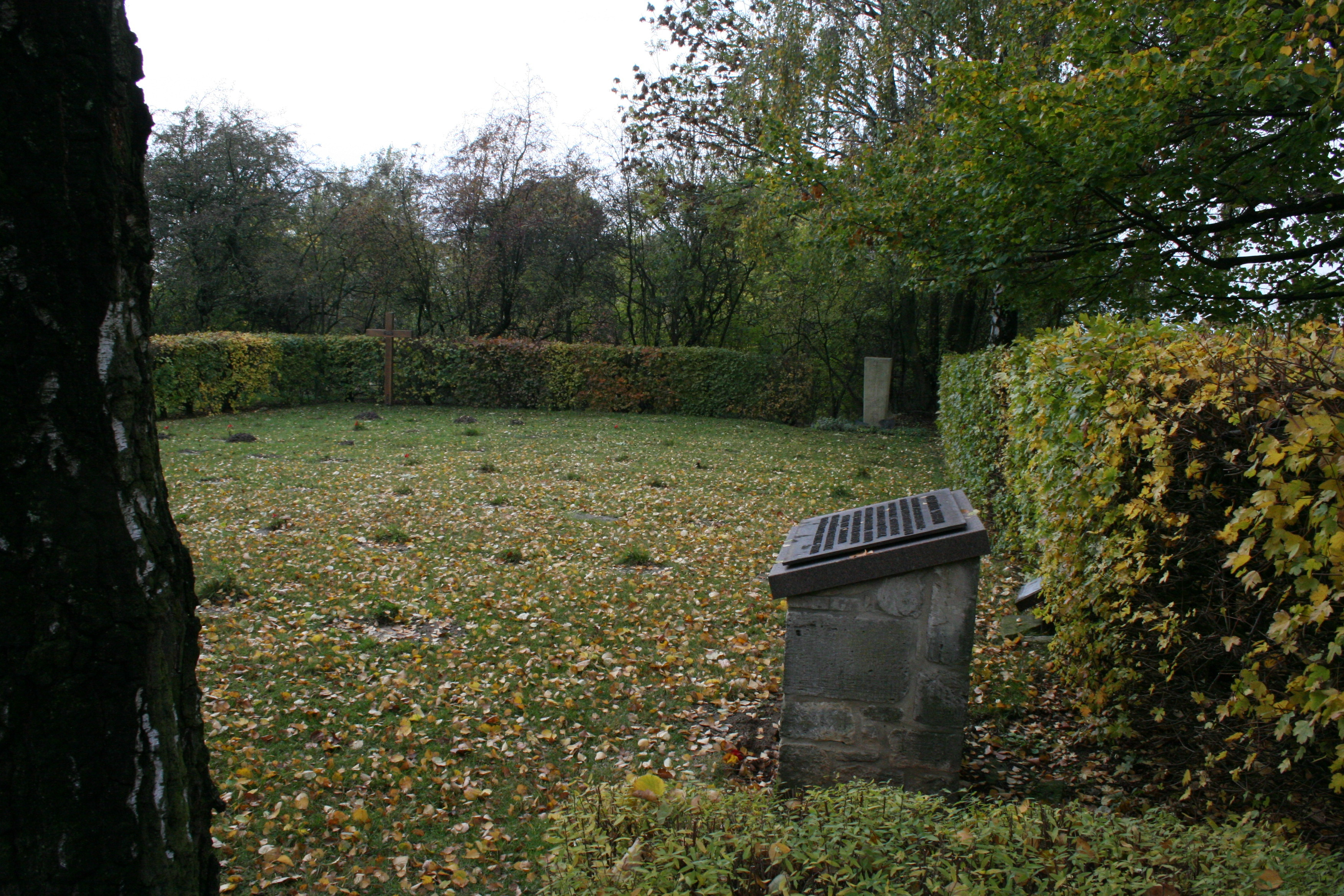
Das Gräberfeld zum KZ-Außenlager Schandelah auf dem Friedhof in Scheppau

Kriegsgräberstätte Besch im Saarland

### Gräbergesetz
In der Bundesrepublik Deutschland gilt seit 1952 das Gesetz über die Erhaltung der Gräber der Opfer von Krieg und Gewaltherrschaft (Gräbergesetz), neugefasst durch Bekanntmachung vom 16. Januar 2012 (BGBl. I S. 98). Demzufolge gelten als Kriegsgräberstätten die folgenden zivilen wie auch militärischen Einrichtungen:
1. Gräber von Personen nach § 5 des Gesetzes über die Erhaltung der Kriegergräber aus dem Weltkrieg vom 29. Dezember 1922 (RGBl. 1923 I S. 25),
2. Gräber von Personen, die in der Zeit vom 26. August 1939 bis 31. März 1952 während ihres militärischen oder militärähnlichen Dienstes gefallen oder tödlich verunglückt oder an den Folgen der in diesen Diensten erlittenen Gesundheitsschädigungen gestorben sind, ferner Gräber von Personen, die während der Kriegsgefangenschaft oder an deren Folgen bis 31. März 1952 oder innerhalb eines Jahres nach Beendigung der Kriegsgefangenschaft gestorben sind,
3. Gräber von Zivilpersonen, die in der Zeit vom 1. September 1939 bis 31. März 1952 durch unmittelbare Kriegseinwirkung zu Tode gekommen oder an den Folgen der durch unmittelbare Kriegseinwirkungen erlittenen Gesundheitsschädigungen gestorben sind,
4. Gräber von Personen, die als Opfer nationalsozialistischer Gewaltmaßnahmen seit dem 30. Januar 1933 ums Leben gekommen sind oder an deren Folgen bis 31. März 1952 gestorben sind,
5. Gräber von Personen, die aufgrund von rechtsstaatswidrigen Maßnahmen als Opfer des kommunistischen Regimes ums Leben gekommen sind oder Gesundheitsschäden erlitten haben, an deren Folgen sie innerhalb eines Jahres nach Beendigung dieser Maßnahmen gestorben sind,
6. Gräber von Vertriebenen nach § 1 des Bundesvertriebenengesetzes, die in der Zeit seit 1. September 1939 während der Umsiedlung bis 8. Mai 1945 oder während der Vertreibung oder der Flucht bis 31. März 1952 gestorben sind,
7. Gräber von Deutschen, die in der Zeit seit 1. September 1939 verschleppt wurden und während der Verschleppung oder innerhalb eines Jahres nach ihrer Beendigung an den Folgen der dabei erlittenen Gesundheitsschädigungen gestorben sind,
8. Gräber von Personen, die in der Zeit vom 1. September 1939 bis 8. Mai 1945 in Internierungslagern unter deutscher Verwaltung gestorben sind,
9. Gräber von Personen, die in der Zeit vom 1. September 1939 bis 8. Mai 1945 zur Leistung von Arbeiten in das Gebiet des Deutschen Reichs verschleppt oder in diesem Gebiet gegen ihren Willen festgehalten worden waren und während dieser Zeit gestorben sind,
10. Gräber der von einer anerkannten internationalen Flüchtlingsorganisation in Sammellagern betreuten Ausländer, die dort oder nach ihrer Überführung in eine Krankenanstalt in der Zeit vom 9. Mai 1945 bis 30. Juni 1950 gestorben sind. Ist die Verwaltung des Sammellagers nach dem 1. Juli 1950 in die Zuständigkeit deutscher Stellen übergegangen, tritt der Tag vor der Übernahme in deutsche Verwaltung anstelle des 30. Juni 1950.

Diese Gräber bleiben dauernd bestehen. Es gibt keine begrenzte Ruhefrist.

### Kriegsgräber im Inland
Aufgrund der hohen Anzahl der Opfer von Krieg und Gewaltherrschaft, ist, im Gegensatz zu anderen Staaten, eine zentrale Gedenkstätte nicht umsetzbar. Daher gibt es auf den meisten Friedhöfen separierte Abteilungen von Kriegsgräberstätten. In Deutschland haben die Länder und im weiteren Sinne die Friedhofsträger die Verantwortung für die Instandhaltung der Gräber (§ 5 Abs. 3 GräbG). Die fiskalische Verantwortung liegt in der Zuständigkeit des Bundesministeriums für Familie, Senioren, Frauen und Jugend (§ 10 Abs. 4, Abs. 6 GräbG). Sie wird in der Weise wahrgenommen, dass in Form von jährlichen Pauschalen Bundesmittel an die Bundesländer weitergegeben werden, damit diese den ihnen in eigener Zuständigkeit liegenden Auftrag des dauerhaften Erhalts und der Pflege der Kriegsgräber umsetzen können. Auf den innerörtlichen Kriegsgräberstätten liegen häufig sowohl militärische als auch zivile Opfer von Krieg und Gewaltherrschaft.

### Deutsche Kriegsgräberstätten im Ausland
Es gibt über 2,8 Millionen deutsche Kriegstote im Ausland in 46 Staaten. Deutschland hat mehr als 30 Kriegsgräberabkommen mit Staaten auf der ganzen Welt. Grundsätzlich sollen die vielen Kriegsgräberstätten innerhalb eines Landes zur besseren Pflege zu einer zentralen Kriegsgräberstätte zusammengeführt werden. Die Erfassung, Pflege und den Erhalt der Gräber deutscher Kriegstoter im Ausland hat der Volksbund Deutsche Kriegsgräberfürsorge, im Auftrag des Bundes, zu erfüllen. Diese Aufgabe wird teils durch Partnerorganisationen übernommen, wie zum Beispiel von der „Kriegsgräberfürsorge Namibia“. Die Gelder kommen vom Auswärtigen Amt.

## Österreich
In der Republik Österreich ist durch eine Bundesgesetzliche Verpflichtung der dauerhafte Erhalt von Kriegsgräberstätten sichergestellt. Die Verantwortung für den Erhalt und die Pflege teilen sich das Bundesministerium für inneres und das Österreichische Schwarze Kreuz. Nach dem Bundesgesetz vom 7. Juli 1948 über die Fürsorge für Kriegsgräber aus dem Ersten und Zweiten Weltkrieg (BGBl Nr. 175/1948), gibt es 3 Gruppen die als Kriegsgräber kategorisiert werden:
1. Die Gräber aller nach dem 28. Juli 1914 im Bundesgebiet beerdigten Personen, die im Zeitpunkt ihres Todes entweder Angehörige der bewaffneten Macht der ehemaligen österreichisch-ungarischen Monarchie, eines ihr im Weltkrieg verbündeten oder eines feindlichen Staates waren oder zum Gefolge eines dieser Streitkräfte gehörten;
2. die Gräber aller nach dem 1. September 1939 im Bundesgebiet beerdigten Personen, die im Zeitpunkt ihres Todes entweder Angehörige der Streitkräfte der am Krieg beteiligten Staaten waren oder zu deren Gefolge gehörten;
3. die Gräber jener Personen, welche als Kriegsgefangene oder als Zivilinternierte oder als sonstige Kriegsteilnehmer oder Opfer dieser Kriege nach den angeführten Zeitpunkten im Bundesgebiet bestattet wurden.

## Weitere Nationen

### Commonwealth-Nationen
Einige der Commonwealth-Nationen haben eine gemeinsame Koordinierung der Kriegsgräberstätten. Die Commonwealth War Graves Commission pflegt und erhält die Gräber von Soldaten und ihren Angehörigen, die im Ausland starben. Kriegsgräber von Personen, deren Nationen nicht mehr Teil des Commonwealth sind, jedoch auf einem derartigen Friedhof begraben sind, werden weiter betreut. Kriegstote werden selten in die Heimatnationen überführt, sondern meist in dem Land, wo sie sterben, beerdigt.

### Vereinigte Staaten von Amerika
Für die Koordinierung von Kriegsgräberstätten in den USA ist die unabhängige Behörde American Battle Monuments Commission zuständig. Soldaten, die im Ersten und Zweiten Weltkrieg ums Leben kamen, wurden auf verbündetem Territorium in Europa bestattet. Dies geschah beispielsweise in Frankreich und Belgien. Seit dem Zweiten Weltkrieg gefallene US-Soldaten werden möglichst zurück in die USA überführt. Sie werden entweder in ihrem Heimatort oder auf einem der 139 United States National Cemeteries beerdigt.

## Verkehrszeichen

Das nur noch selten erhaltene „Bild 38c“, das 1957 erlassen wurde.

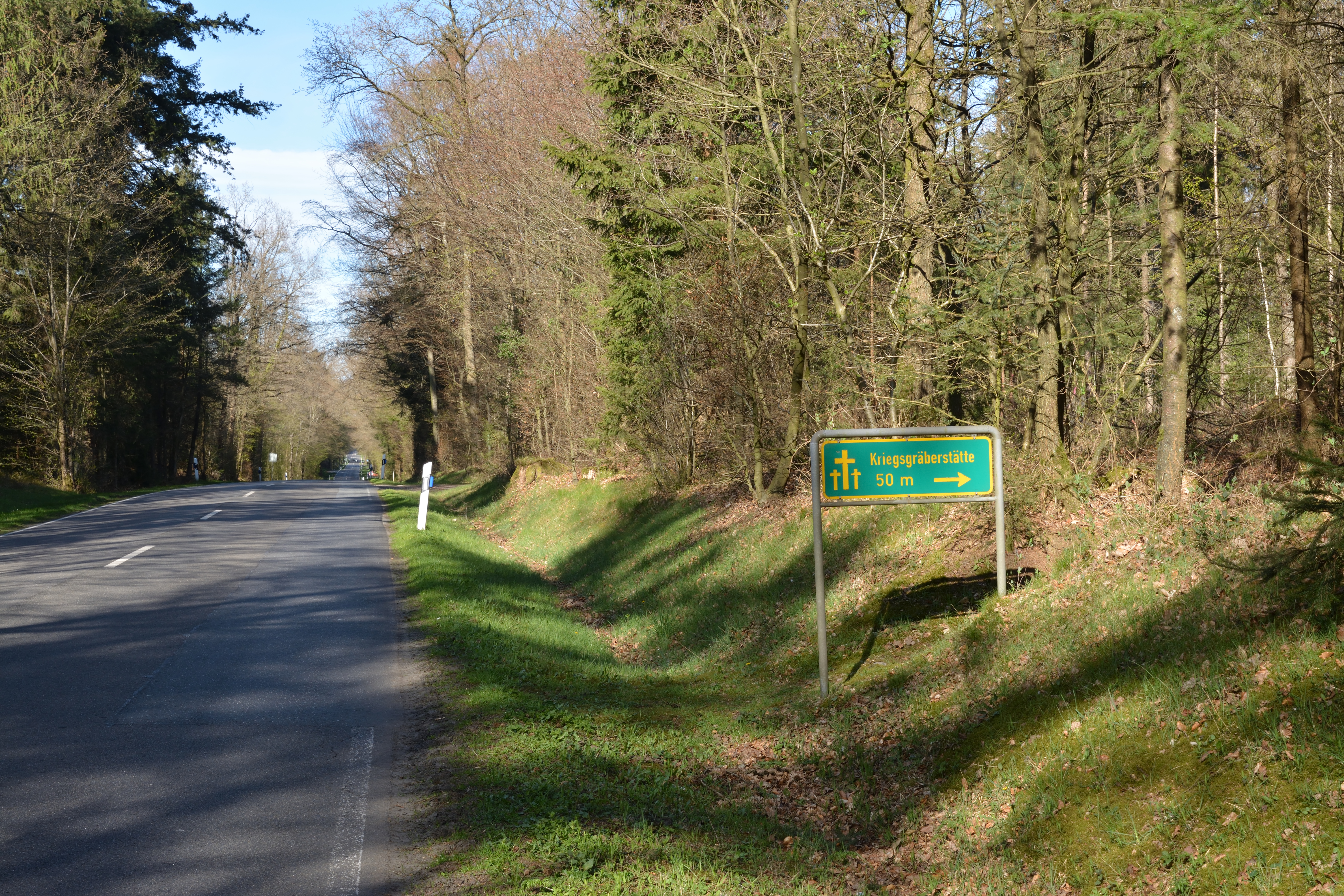
Das mit der StVO 1971 eingeführte Verkehrszeichen „385 B“ an der Landesstraße 121

Von 1957 bis 2009 gab es zunächst nur in der Bundesrepublik Deutschland, ab 1990 auch auf dem Gebiet der ehemaligen DDR eigene Verkehrszeichen für Kriegsgräberstätten. Diese wurden mit  Neufassung der Straßenverkehrs-Ordnung von 2013 abgeschafft. Stattdessen ist nun über Sinnbild- und Zeichenkombinationen aus der Reihe Touristische Hinweisschilder und -Routen, die einen braunen Hintergrund besitzen, eine weitere Aufstellung möglich.